# Friska företag
Friska företag avser företag med en arbetsmiljö som har positiva effekter på både anställda och verksamheten.  

## Kampanjer och projekt
Intresse för sambandet mellan arbetsmiljö, hälsa och produktivitet är i stigande sedan slutet av 1990-talet.  
Antalet utmärkelser relaterade till personalens hälsa, trivsel och välbefinnande har ökat markant. Som exempel kan nämnas”Sveriges bästa arbetsplatser” (Great Place to WorkInstitute Sweden), och ”Sveriges bästa arbetsplats” (Alecta, 2000-2007).
1998 tog Ingenjörsvetenskapsakademin(IVA) initiativ till projektet ”Ett friskt arbetsliv”, vars slutsats blev att svenska företag har mycket att vinna på att avsätta mer resurser åt värdeskapande personalarbete. Med utgångspunkt härifrån bedrev IVA 2004-2009 projektet ”Friska företag” för att visa att modernt och progressivt personalarbete lönar sig. I forskningsprojektet ”Hälsa och framtid” undersöktes vad som utmärker privata företag med friska medarbetare, med fokus på faktorer på organisatorisk nivå i företagen av betydelse för låg sjukfrånvaro. Projektet fortsattes med motsvarande studier av friska organisationer inom den offentliga sektorn. För att undersöka vilka vetenskapligt prövade indikatorer som finns på en god arbetsmiljö publicerade Arbetsmiljöverket 2012 en systematisk litteraturöversikt inom området.

## Arbetsmiljö
God arbetsmiljö kan definieras som något mer än en neutral arbetsmiljö, som en arbetsmiljö som har positiva, gynnsamma effekter på individen. Begreppet ”frisk arbetsplats”, ”eller ”friskt företag” kan användas för att beskriva en arbetsplats eller ett företag med en arbetsmiljö som har gynnsamma effekter både på individ och verksamhet. 
God arbetsmiljö sammanhänger med positiva, tillgängliga och rättvisa ledare, utvecklad kommunikation, samarbete/teamarbete, positivt socialt klimat, delaktighet/medinflytande, autonomi/empowerment, rolltydlighet med tydliga förväntningar och mål, erkännande/att utvecklas och växa i arbetet, lagom arbetstempo och arbetsbelastning, bra fysisk arbetsmiljö.
Det finns stort behov av forskning kring olika aspekter på god arbetsmiljö, i synnerhet utveckling av mätinstrument och indikatorer.
Den s.k. PATH-modellen länkar hälsofrämjande arbetsplatsinsatser med anställdas välbefinnande och organisatoriska förbättringar. Hälsofrämjande arbetsplatsstrategier i en organisation har större chans att lyckas om de sker på ett sätt som överensstämmer med organisationens struktur, verksamhetstrategier och värderingar.

## Arbetsmiljö och produktivitet
En god arbetsmiljö, förverkligat genom ett systematiskt arbetsmiljöarbete och integrerat i övrig kärnverksamhet, är positivt för de anställdas hälsa, närvaro och produktivitet, och kanske också för kreativitet, innovationskraft och återhämtningsförmåga efter kriser. Utifrån studier om arbetsmiljöns påverkan på människors prestationsförmåga och på verksamheternas produktivitet och kvalitet, kan konstateras att människan är en mycket känslig komponent i verksamhetssystemet. Relativt små avvikelser från det optimala ifråga om ex.vis buller, belysning, arbetsställning och klimat kan var och en orsaka försämring av prestationsförmågan, och därmed motsvarande produktivitets- eller kvalitetsförlust. Detta visar att arbetsmiljön inte endast är en fråga om hälsa, välbefinnande eller komfort, utan att arbetsmiljön har en inverkan på verksamheternas effektivitet. Forskningen har emellertid ännu inte någon klar bild av vilka arbetsmiljöinsatser som är lönsamma, hur lönsamma de är och hur man kan optimera lönsamheten. Några studier pekar på att arbetsmiljöns potential för att leda till ekonomiska vinster främst ligger på områdena förbättrad kvalitet och produktivitet, och i mindre hög grad på personalekonomiska vinster genom minskad sjukfrånvaro och personalomsättning.

## Ledarskap - en viktig faktor för ett friskt företag
En stark företagskultur är en avgörande faktor för att skapa goda resultat. Med en företagskultur som är inriktad på att se människorna, som tillvaratar och utvecklar deras engagemang och kompetens, ökar möjligheten att stimulera till drivkraft och nya initiativ. En väsentlig del av företagskulturen utgörs av ledarskapet. Ett engagerat, tillgängligt och rättvist ledarskap och delaktiga medarbetare har stor betydelse för att uppnå en frisk arbetsplats, en arbetsplats med en arbetsmiljö som har positiva effekter både på individ och på verksamhet. Vid rekrytering av ledare bör social kompetens värderas, utöver förmågan att producera.

Ett hälsofrämjande ledarskap förser medarbetare med förutsättningar att utföra sitt arbete på ett självständigt sätt (ge information, befogenheter och tydlighet), uppmuntrar medarbetarna att delta i utvecklingen av arbetsplatsen, ger stöd och inspirerar medarbetarna, visar integritet (rättvisa) och integrerar team-medlemmar så att de ska kunna arbeta väl tillsammans.